# Berosus rugulosus
Berosus rugulosus är en skalbaggsart som beskrevs av Horn 1873. Berosus rugulosus ingår i släktet Berosus och familjen palpbaggar. Inga underarter finns listade i Catalogue of Life.